# Axel Hamberg
Axel Hamberg (17 janvier 1863 - 28 juin 1933) est un minéralogiste, géographe, météorologue et explorateur suédois. Il a été professeur à l'université d'Uppsala de 1907 à 1928.

## Biographie
Hamberg est né 17 janvier 1863 dans la commune de Stockholm, en Suède, le fils de Nils Peter Hamberg (sv) (pharmacien, médecin et chimiste légiste) et d'Emma Augusta Christina Härnström. Il est entré à l'université d'Uppsala en 1881, candidat en chimie, minéralogie et géologie en 1888 et a obtenu une licence en 1893,. Il est engagé comme professeur associé de minéralogie et de cristallographie la même année à l'université de Stockholm. En 1883, il participa comme étudiant à l'expédition d'Adolf Erik Nordenskiöld au Groenland et en 1898 accompagna l'expédition d'Alfred Gabriel Nathorst sur le navire « Antarctique » au Svalbard et à Kong Karls Land,.

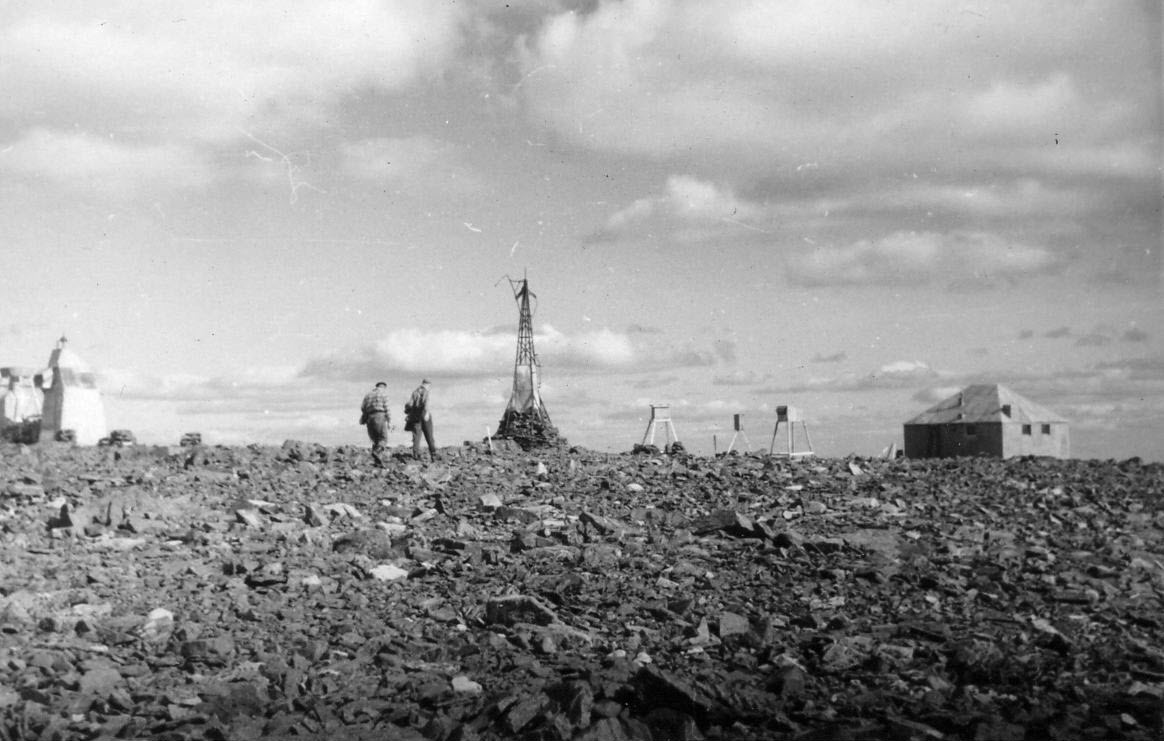
Observatoire de Pårtetjåkkå.

En 1901, Axel Hamberg obtient son PhD à l'université de Stockholm et est nommé professeur à l'université d'Uppsala en 1907 où il reste jusqu'en 1928,. Il s'est surtout concentré sur ses recherches minéralogiques et glaciologiques dans les montagnes de Sarek en région de Laponie, y passant tous ses étés de 1895 à 1931. La nécessité d'avoir des mesures météorologiques précises l'amènent à construire un observatoire à l'été 1911 sur un plateau près du sommet du Pårtetjåkkå à 1 830 m d'altitude et équipé des meilleurs instruments possibles. De jeunes universitaires, dont Hilding Köhler, y effectuaient des mesures horaires à l'année longue de 1914 à 1918. Ce travail donnera d'ailleurs l'impulsion à Köhler pour ses travaux sur la physique des nuages.
À l'Exposition générale d'art et d'industrie de Stockholm en 1897, il reçut une médaille d'or pour une exposition de minéraux scandinaves. Il fut élu membre de l'Académie royale des sciences de Suède en 1905. Il fut élu membre de la Société royale des sciences d'Uppsala en 1916 et de la Société royale de physiographie de Lund (sv) en 1929. Il assuma la présidence de la Commission internationale des glaciers de 1913 à 1927.
Hamberg s'est marié en 1912 avec Sigrid Charlotta Nordlund (1885-1959), une poétesse dont les œuvres ont été publiées dans des magazines tels qu'« Idun et Svea ». Leur fils, Per Gustaf Hamberg (1913-1978), a été professeur d'histoire de l'art et de théorie de l'art à l'université de Göteborg. Hamberg est décédé le 28 juillet 1933 à Djursholm (maintenant Danderyd), en banlieue de Stockholm.

## Notoriété
- Glacier Hambergbreen du Spitzberg porte son nom[6] ;
- Montagne Hambergfjellet de l'Île aux Ours porte son nom[7] :
- Glaciers « Hamberg » de Géorgie du Sud et du nord-est du Groenland portent son nom [8],[9] ;
- Le minéral hambergite a été nommé en son honneur en 1890[10],[11].